# وارهانت
وارهانت یا جنگ‌هانت (به انگلیسی: Warhunt) یک فیلم ترسناک، تاریخی، جنگی و دلهره‌آور آمریکایی محصول سال ۲۰۲۲ به کارگردانی مائورو بورلی با بازی میکی رورک، رابرت نپر، جکسون رادبون و پولینا پوشکاروا است.

## تولید
این فیلم در ریگا فیلمبرداری شد و فیلمبرداری در آوریل ۲۰۲۰ به پایان رسید.

## داستان
یک هواپیمای ارتش ایالات متحده در سال ۱۹۴۵ بر فراز جنگل سیاه آلمان پرواز می‌کند. ناگهان انبوهی از پرهای کلاغ آن را فرا می‌گیرد. همان‌طور که هواپیما به سمت زمین سقوط می‌کند، هوانوردها پرها را می‌بینند که به هم نزدیک می‌شوند و یک زن مرموز سیاه پوش را تشکیل می‌دهند و…

## پاسخ انتقادی
این فیلم بر اساس یازده نقد، امتیاز ۲۷ درصدی را در راتن تومیتوز دارد.
جو لیدون از ورایتی نقد مثبتی به فیلم داد و نوشت: "نازی‌های خون‌ریز! جادوگران درنده! سربازان درهم و برهم! و میکی رورک با یک چشم‌بند.